# ماهر بوعلاق
ماهر بوعلاق من أبرز لاعبي القوى التونسين في دورات الألعاب البارالمبية الصيفية سيدني 2000 وأثينا 2004, حيث فاز بمفرده في الدورتين بستة ميداليات ذهبية وميدالية فضية.

## مواضيع ذات علاقة
- تونس في الألعاب البارالمبية الصيفية 2000
- تونس في الألعاب البارالمبية